# 福良勝己
福良 勝己（ふくら かつみ、1953年2月21日 - ）は、日本の陸上競技選手である。
1976年モントリオールオリンピックで男子走高跳に出場した。 

## 参照資料
1. ↑  “Katsumi Fukura Olympic Results”.  Sports Reference LLC. 2020年4月17日時点のオリジナルよりアーカイブ。2017年12月31日閲覧。